# Lista över operativsystem från Microsoft
Nedan följer en lista över olika operativsystem Microsoft skapat:
| - DOS-baserade - MS-DOS 1.0 - MS-DOS 2.0 - MS-DOS 3.0 - MS-DOS 3.30 - MS-DOS 4.0 - MS-DOS 5.0 - MS-DOS 6.0 - Windows 1.0 - Windows 2.0 - Windows 3.0 - Windows 3.1 - Windows for Workgroups 3.1 - Windows 95 - Windows 98 - Windows 98 Second Edition (SE) - Windows Me (Millennium Edition) - NT-baserade - Windows NT 3.1 - Windows NT 3.5 - Windows NT 3.51 - Windows NT 4.0 - Windows 2000 - Windows XP - Windows XP x64 - Windows Vista - Windows 7 - Windows 8 - Windows 8.1 - Windows 10 - Windows 11 | - Servers - Windows NT Server - Windows NT Enterprise Edition - Windows NT Terminal Server - Windows 2000 Server - Windows 2000 Advanced Server - Windows 2000 Datacenter Server - Windows Server 2003 Standard Edition - Windows Server 2003 Enterprise Editon - Windows Server 2003 Datacenter Editon - Windows Server 2003 Web Editon - Windows Server 2008 - Windows Server 2008 R2 - Windows Server 2012 - Windows Server 2012 R2 - Windows Server 2016 - Windows Server 2019 - Windows Server 2022 - Inbäddade - Windows NT Embedded - Windows CE 1.0 - Windows CE 2.0 - Windows CE 2.1 - Windows CE 3.0 - Windows CE 5.0 - Windows XP Embedded - Windows Mobile 2002 - Windows Mobile 2003 - Windows Mobile 2003 SE (Second Edition) - Windows Mobile 2005 - Unix - Xenix |